# Климат Таджикистана
Климат Таджикистана резко континентальный. На грани субтропического и умеренного поясов, обусловлен его географическим положением внутри Евразийского материка. В целом, субтропический со значительными суточными и сезонными колебаниями температуры воздуха, малым количеством осадков, сухостью воздуха и малой облачностью.

## Общая характеристика
В январе средняя температура колеблется от +2−2°C, в долинах и предгорьях юго-запада и севера республики до −20°C и опускается ниже на Памире. Абсолютный минимум температуры достигает −63 °C на Памире (Булункуль). В июле, средняя температура составляет от 30°C в пониженных долинах юго-запада до 0°C и ниже на Памире. Абсолютный максимум температуры составляет 50°C - 58°C (Нижний Пяндж). 
В целом над страной, в холодное время года, располагается полярный фронт и тем самым погодные условия, формируются под воздействием холодного сухого воздуха, приходящего в виде циклонов со стороны Атлантического океана. На высотах до 1000 м, широкие долины и плато, отличаются жарким продолжительным летом со средней температурой в июле около 30°С c абсолютным максимум до 43 - 48°С. Продолжительность безморозного периода составляет 210 - 251 дней. Летняя засуха повсеместно. В июле, августе и сентябре, осадков почти не бывает. Зима умеренная и короткая. Средняя температура в январе от -2,5 до 2,0°С.
Умеренный климат с менее жарким летом и более прохладной зимой имеют местности, лежащие на высотах 1000 - 2300 м. Районы высокогорья, отличаются резко континентальным климатом. Здесь, суровая продолжительная зима сменяется коротким и прохладным летом. Средняя температура в июле на Анзобском перевале 9,7°С, на леднике Федченко 3,6°С, а в январе - соответственно -12,1°С и 17,1°С. Количество осадков в год, варьирует в широких пределах на Анзобском перевале 379 мм, а на леднике Федченко - 1186 мм.
На Восточном Памире, климат особенно суров. В Мургабе средняя температура июля составляет 13,5°С, в январе - 17,6°С, абсолютный минимум -47°С. На озере Булункуль, наблюдалась самая низкая температура - 63°С. В Мургабе осадков выпадает очень мало - 71 мм в год с максимумом в мае. Снежный покров ничтожно мал, а в некоторых местах вовсе отсутствует.

## Климат городов Таджикистана

### Душанбе
Климат субтропический внутриконтинентальный, несколько смягчается горным положением города. Лето в Душанбе длительное и жаркое, осадки очень редки. Зима сравнительно короткая, вследствие стока влажного воздуха в зимний период, зима сопровождается обильными осадками, чем отдалённо напоминает средиземноморский климат. Весна дождливая и относительно затяжная, с частыми грозами. Начало осени относительно сухое, однако затем осень становится дождливой и сырой.
Выражены сухой (июнь-октябрь) и влажный (декабрь — май) сезоны. Средняя температура января — 1 °С, июля — 28 °С. Январские температуры в долинах колеблются от 0 °С до 2 °С, в высокогорьях опускаются до −28 °C, июльские температуры в долинах колеблются от 23 °С до 30 °C, в горах — от 4 °С до 15 °С. Максимум осадков приходится на зиму и весну, летом и осенью дожди идут редко.
| Показатель                                                                    | Янв.  | Фев.  | Март  | Апр. | Май  | Июнь | Июль | Авг. | Сен. | Окт. | Нояб. | Дек.  | Год   |
| ----------------------------------------------------------------------------- | ----- | ----- | ----- | ---- | ---- | ---- | ---- | ---- | ---- | ---- | ----- | ----- | ----- |
| Абсолютный максимум, °C                                                       | 21,6  | 23,1  | 29,6  | 33,8 | 38,8 | 42,8 | 49,0 | 42,8 | 38,9 | 36,8 | 29,7  | 24,3  | 49,0  |
| Средний суточный максимум, °C                                                 | 9,4   | 10,6  | 15,6  | 20,6 | 26,1 | 32,8 | 35,6 | 34,4 | 30,0 | 23,3 | 15,6  | 10,6  | 22,1  |
| Средняя температура, °C                                                       | 1,7   | 4,0   | 8,8   | 15,1 | 19,7 | 24,8 | 27,4 | 25,4 | 20,3 | 14,2 | 8,6   | 4,0   | 14,5  |
| Средний суточный минимум, °C                                                  | −0,6  | 1,7   | 5,6   | 9,4  | 13,3 | 17,8 | 19,4 | 17,2 | 12,8 | 7,8  | 3,3   | 0,6   | 9,0   |
| Абсолютный минимум, °C                                                        | −26,6 | −17,3 | −13,4 | −7,8 | 1,2  | 8,4  | 10,9 | 8,1  | 3,0  | −4,4 | −13,5 | −19,5 | −26,6 |
| Норма осадков, мм                                                             | 66    | 75    | 108   | 105  | 66   | 6    | 3    | 1    | 3    | 31   | 45    | 60    | 568   |
| Источник: Sistema de Clasificación Bioclimática Mundial Hong Kong Observatory |       |       |       |      |      |      |      |      |      |      |       |       |       |

| Показатель                        | Янв. | Фев. | Март | Апр. | Май  | Июнь | Июль | Авг. | Сен. | Окт. | Нояб. | Дек. | Год  |
| --------------------------------- | ---- | ---- | ---- | ---- | ---- | ---- | ---- | ---- | ---- | ---- | ----- | ---- | ---- |
| Средний суточный максимум, °C     | 7,9  | 10,5 | 17,8 | 23,2 | 28,2 | 33,8 | 36,2 | 35,7 | 31,5 | 24,9 | 17,0  | 10,1 | 23,1 |
| Средняя температура, °C           | 3,1  | 5,9  | 12,2 | 16,7 | 21,0 | 25,4 | 27,0 | 26,5 | 22,0 | 16,3 | 10,8  | 5,1  | 16,0 |
| Средний суточный минимум, °C      | −1,8 | 1,1  | 6,3  | 10,2 | 13,7 | 17,1 | 17,9 | 17,3 | 12,5 | 7,6  | 4,2   | −0,2 | 8,8  |
| Источник: www.weatheronline.co.uk |      |      |      |      |      |      |      |      |      |      |       |      |      |

### Худжанд
Главную роль в выпадении осадков играют южно-каспийский, мургабский и верхнеамударьинский циклоны, а также массы холодного воздуха, передвигающиеся с запада, северо-запада и севера. Достигая фронтальной поверхности гор, пришедшие воздушные массы поднимаются по этой поверхности, охлаждаются и получают дополнительный эффект для образования облаков и выпадения осадков.
Как правило, осадки в виде снега выпадают только при отрицательных температурах.
В районе Худжанда устойчивый снежный покров отсутствует в 20 % зимы, а в 3-10 % зимы не образуется совсем. Здесь высота снежного покрова только в феврале в среднем достигает 1-3 см, а в остальное время года отсутствует. Наибольшая декадная высота снежного покрова отмечалась в третьей декаде февраля — 47 см. Средняя дата появления снежного покрова приходится на 15 декабря, а самая ранняя на 31 октября. Число дней со снежным покровом ровно 21.
| Показатель                                        | Янв. | Фев. | Март | Апр. | Май  | Июнь | Июль | Авг. | Сен. | Окт. | Нояб. | Дек. | Год  |
| ------------------------------------------------- | ---- | ---- | ---- | ---- | ---- | ---- | ---- | ---- | ---- | ---- | ----- | ---- | ---- |
| Средний суточный максимум, °C                     | 3,5  | 6,2  | 13,8 | 21,9 | 28,6 | 34,2 | 35,5 | 32,4 | 28,8 | 20,6 | 12,3  | 5,6  | 20,3 |
| Средний суточный минимум, °C                      | −3,2 | −1,8 | 4,2  | 10,7 | 15,6 | 19,6 | 21,2 | 18,8 | 13,6 | 8,1  | 3,4   | −0,5 | 9,1  |
| Норма осадков, мм                                 | 15   | 15   | 25   | 27   | 20   | 9    | 4    | 1    | 3    | 15   | 16    | 17   | 167  |
| Источник: Всемирная метеорологическая организация |      |      |      |      |      |      |      |      |      |      |       |      |      |